# Pikku Salmijärvi (Gällivare socken, Lappland, 750468-169495)
Pikku Salmijärvi är en sjö i Gällivare kommun i Lappland och ingår i Kalixälvens huvudavrinningsområde. Sjön har en area på 0,229 kvadratkilometer och ligger 475,3 meter över havet.